# Pedro Luis Tamayo Tornadijo
Pedro Luis Tamayo Tornadijo (Pampliega, 3 de novembre de 1962) és un exfutbolista castellanolleonès, que ocupava la posició de defensa.

## Trajectòria
Comença a destacar a les files del Real Burgos. És titular a les campanyes 88/89 i 89/90 a Segona Divisió. El 1990 aconsegueix l'ascens a la màxima categoria. El defensa hi disputaria dues temporades amb els burgalesos a primera divisió, en les quals suma 32 partits i un gol.
Posteriorment hi milita al CP Mérida, on és titular la campanya 92/93 a Segona Divisió, i al Córdoba CF.